# Национальная экологическая компания
«Национа́льная экологи́ческая компа́ния» (НЭК) — крупная многопрофильная российская экологическая корпорация. НЭК осуществляет инжиниринг, строительство, сервисное обслуживание и управление объектами экологической инфраструктуры, предоставляет услуги экологического консалтинга, а также инвестирует привлечённые и собственные средства в экологические проекты. «Национальная экологическая компания» является инвестиционным проектом группы компаний «РОЭЛ».

## Деятельность
На сегодняшний день запланировано и согласовано строительство шести современных мусоросортировочных комплексов. В большинстве регионов подписаны инвестиционные контракты и собран пакет необходимой документации. В 2010 г. ожидается окончание пусконаладочных работ и запуск мусоросортировочного комплекса в Орловской области.
НЭК и администрация города Мичуринска Тамбовской области подписали инвестиционный контракт, посвящённый строительству мусоросортировочного комплекса, а также полигона ТБО.
С осени 2009 г. компания осуществляет сбор и вывоз твёрдых бытовых отходов со всей территории Новомосковского района Тульской области. В управлении НЭК находятся контейнерные площадки, спецтехника, вспомогательная инфраструктура.
В 2009 г. расширен круг региональных партнёров НЭК (прежде всего в Центральной России).
С рядом регионов России и стран СНГ достигнуты договорённости о создании программ управления отходами.
В начале 2009 г. программа управления отходами, разработанная НЭК и её партнёром, компанией «Энергостальпроект», была принята парламентом Луганской области Украины. Программа описывает комплекс мероприятий по модернизации сферы обращения с отходами в регионе, внедрение инновационных технологий. В 2010 г. НЭК выиграла конкурс на разработку модели обращения с отходами производства и потребления для республики Карелия. Для ряда промышленных предприятий подготовлены документы по различным видам экологической отчётности.
Четыре региональных предприятия НЭК подготовлены к вхождению в состав горизонтально интегрированного холдинга. Общая мощность предприятий холдинга составит 340 тысяч тонн отходов в год. Планируемая капитализация к 2015 г. должна составить 60 млн долларов США.